# Дмитриевка (Ольховский район)
Дмитриевка — село в Ольховском районе Волгоградской области, в составе Солодчинского сельского поселения.
Население — 87 чел. (2010)

## История
Согласно Историко-географическому словарю Саратовской губернии, составленному в 1898—1902 годах, Дмитриевка, также Усть-Тишанка — деревня Александровской волости Царицынского уезда Саратовской губернии. Заселена в 1760-х (по другим данным в 1800-х) годах крепостными Дмитрия Савельева, по имени которого получила название. В 1820-х отошла к помещику Скибиневскому. При освобождении крестьяне получили надел в 273 десятины земли. В 1894 году по сведениям волостного правления в деревни имелись школа грамотности, 2 водяных мельницы, 1 мелочная и 1 винная лавка.
С 1928 года — в составе Фроловского района Сталинградского округа (округ ликвидирован в 1930 году) Нижневолжского края (с 1934 года — Сталинградского края). С 1935 года — в составе Солодчинского района Сталинградского края (с 1936 года — Сталинградской области, с 1961 года — Волгоградской области). В 1963 году Солодчинский район был упразднён, село включено в состав Фроловского района. В 1965 году передано Иловлинскому району. В составе Ольховского района — с 1966 года.

## Общая физико-географическая характеристика
Село находится в степной местности, у подножия восточных склонов Доно-Медведицкой гряды Приволжской возвышенности, на правом берегу реки Иловля, при устье реки Тишанки, на высоте около 65 метров над уровнем моря. В пойме Иловли сохранились островки пойменного леса. Почвы тёмно-каштановые, в пойме Иловли — пойменные засоленные.
У села проходит автодорога Ольховка - Иловля. По автомобильным дорогам расстояние до областного центра города Волгоград — 130 км, до районного центра села Ольховка — 29 км, до административного центра сельского поселения села Солодча — 5,3 км.
Часовой пояс
Дмитриевка, как и вся Волгоградская область, находится в часовой зоне МСК (московское время). Смещение применяемого времени относительно UTC составляет +3:00.

## Население
Динамика численности населения
| 1862 | 1883 | 1891 | 1894 | 1897 | 1911 | 1987 | 2002 |
| ---- | ---- | ---- | ---- | ---- | ---- | ---- | ---- |
| 203  | 611  | 682  | 815  | 814  | 796  | ≈140 | 127  |

| 2010 |
| ---- |
| 87   |